# 汪青松
汪青松（1956年9月—），安徽怀宁人，中央马克思主义理论研究和建设工程首席专家，上海财经大学教授。

## 生平
1982年毕业于安徽师范大学并留校任教。曾任安徽师范大学党委宣传部副部长，安徽师范大学党校常务副校长等职。1998年调任安庆师范学院副院长，2002年任安庆师范学院党委副书记、院长。其间于2009年获合肥工业大学管理学博士学位。2008年11月，任安徽行政学院党委副书记、常务副院长（正厅级）。2010年10月，调任安徽农业大学党委副书记。2011年被引进至上海师范大学，曾任上海师范大学马克思主义学院院长。2018年被引进至上海财经大学，任马克思主义学院二级教授，博士生导师。

## 学术贡献
主要从事马克思主义中国化研究。主持国家社科基金重点项目、中宣部马克思主义理论研究与建设工程项目等课题多项，发表论文200多篇。是中央马克思主义理论研究与建设工程首席专家、国家社科基金重大项目首席专家。

## 奖励与荣誉
研究成果获安徽省哲学社会科学优秀成果一等奖、二等奖、三等奖多项，教研成果获安徽省高等教育省级教学成果特等奖、一等奖等。1997年享受安徽省政府特殊津贴，1999年被评为安徽省高校学科带头人，2003年被评为安徽省高校教学名师，2004年享受国务院政府特殊津贴，2007年被评为第三届国家教学名师，2008年被评为首届安徽省学术与技术带头人。

## 社会兼职
安徽省第十届、第十一届人大代表，中国科学社会主义学会常务理事，中国国际共运史学会常务理事。

## 著作
- 《马克思主义中国化与中国化的马克思主义》（2004年，中国社会科学出版社）
- 《毛泽东思想和中国特色社会主义理论体系概论案例教程》（国家精品课程教材）（主编）（2008年，安徽人民出版社）
- 《马克思主义中国化与中国特色社会主义》（2012年，合肥工业大学出版社）
- 《科学发展观科学体系的三维建构》（2012年，人民出版社）
- 《中国改革与中国梦》（2014年，合肥工业大学出版社）
- 《邓小平理论与马克思主义中国化》（2018年，上海社会科学院出版社）
- 《世界社会主义与马克思主义中国化》（2018年，上海社会科学院出版社）
- 《思想理论教育与马克思主义中国化》（2018年，上海社会科学院出版社）
- 《科学发展观与马克思主义中国化》（2018年，上海社会科学院出版社）
- 《两次历史性飞跃与马克思主义中国化》（2018年，上海社会科学院出版社）
- 《新时代治国理政思想与马克思主义中国化》（2018年，上海社会科学院出版社）
- 《“三个代表”重要思想与马克思主义中国化》（2018年，上海社会科学院出版社）
- 《马克思主义中国化的研究维度与内在逻辑》（2019年，合肥工业大学出版社）
- 《新中国大中小学思政课程的历史发展》（2020年，上海社会科学院出版社）